# 중국긴귀박쥐
중국긴귀박쥐(Plecotus ariel)는 애기박쥐과에 속하는 박쥐의 일종이다. 1910년 중국 쓰촨성에서 캉딩(Kangding)이 표본을 수집했으며, 정기준 표본만이 알려져 있다. 한때는 회색긴귀박쥐(P. austriacus)로 간주하기도 했지만, 현재는 별도의 종으로 취급한다. 진한 갈색의 큰 박쥐이다. 얼굴은 대체로 검지만, 앞머리는 갈색을 띤다. 몸의 나머지 부분은 진한 갈색을 띤다. 꼬리 비막은 털이 없고, 발에는 털이 살짝 있다. 팔다리 길이는 43.20mm이고 손가락은 7.68mm 두개골 길이는 17.38mm이다.